# Американский институт на Тайване
Американский институт на Тайване, АИТ (англ. American Institute in Taiwan, AIT) — американская некоммерческая организация, на которую возложено поддержание неофициальных двусторонних связей между Соединёнными Штатами Америки и Тайванем в соответствии с «Законом об отношениях с Тайванем».
Создан 16 января 1979 года, зарегистрирован в округе Колумбия. Штат организации комплектуется дипломатическими сотрудниками Государственного департамента и других правительственных агентств США. Директор АИТ обладает рангом посла и соответствующими полномочиями и привилегиями.
Штаб-квартира АИТ расположена в округе Арлингтон (Виргиния). Имеет офисы в Тайбэе и Гаосюне.
АИТ представляет интересы США на Тайване и других территориях, находящихся под контролем Китайской республики. На него возложены решение визовых вопросов и консульское обслуживание американских граждан-экспатов.
Со стороны Тайваня аналогичные функции имеет Тайбэйское экономическое и культурное представительство в США, TECRO (до 1994 г. — Координационный совет по североамериканским делам, CCNAA).
Деятельность этих двух организаций послужила моделью для развития отношений Тайваня со странами, официально не признающими Китайскую Республику. Так, российско-тайваньские отношения находятся в ведомстве, соответственно, Московско-Тайбэйской координационной комиссии по экономическому и культурному сотрудничеству (со стороны Российской Федерации) и Тайбэйско-Московской координационной комиссии по экономическому и культурному сотрудничеству (со стороны Тайваня).